# 通用拼音
通用拼音（Tong-yòng Pin-yin）是源自臺灣的拉丁字母漢語標音方案，包含了「華語通用拼音」、「臺語通用拼音」、「客語通用拼音」三種拼音方案。
一般情況下，通用拼音常用做「華語通用拼音」的簡稱，也是中華民國政府在2002年至2008年採用的漢語拉丁化拼音法。中華民國教育部於2008年12月18日修正「中文譯音使用原則」，改採漢語拼音為標準，但目前部分縣市仍使用通用拼音翻譯轄域內之地名。

## 演進歷程
- 1997年秋天，由時任臺北市市長的陳水扁邀請中央研究院民族研究所助研究員余伯泉副教授主持，中華民國翻譯學學會（1999年後改稱臺灣翻譯學學會）執行研究。於1998年1月發表，同年4月臺北市政府市政會議通過街道路牌拼音系統採用通用拼音（1998年版），當時局部採用zh、q、x拼寫ㄓ、ㄑ、ㄒ，空韻/ɯ/亦拼為i，與漢語拼音相容[1]。
- 1999年，通用拼音定案，不再局部使用zh、q、x，空韻參考威妥瑪拼音拼為ih[2]。
- 2002年7月10日由中華民國教育部國語推行委員會第11次全體委員會議通過「(臺灣)華語拼音系統為通用拼音」、編訂《中文譯音使用原則》，同年8月22日行政院准予備查。
- 2003年內政部頒布地名譯寫原則，以行政院備查的通用拼音為地名標準。
- 2008年12月18日，中華民國教育部修正「中文譯音使用原則」，改採漢語拼音為標準，但部分縣市如臺南市、高雄市等，仍繼續使用通用拼音翻譯區名與路牌[3][4]。
- 2020年8月24日，臺中市決定使用通用拼音翻譯臺中捷運綠線捷運站的英文名稱[5]，惟迄今並未實行。

## 拼音字母表

### 聲母
|        |        | 雙唇音      | 雙唇音     | 唇齒音     | 齒齦音      | 齒齦音     | 捲舌音         | 捲舌音     | 齦顎音       | 軟顎音      |
| 清音   | 濁音   | 清音        | 清音       | 濁音       | 清音        | 濁音       | 清音           | 清音       |              |             |
| ------ | ------ | ----------- | ---------- | ---------- | ----------- | ---------- | -------------- | ---------- | ------------ | ----------- |
| 鼻音   | 鼻音   |             | m [m] ㄇ m |            |             | n [n] ㄋ n |                |            |              |             |
| 塞音   | 不送氣 | b [p] ㄅ b  |            |            | d [t] ㄉ d  |            |                |            |              | g [k] ㄍ g  |
| 塞音   | 送氣   | p [pʰ] ㄆ p |            |            | t [tʰ] ㄊ t |            |                |            |              | k [kʰ] ㄎ k |
| 塞擦音 | 不送氣 |             |            |            | z [ʦ] ㄗ z  |            | jh [ʈʂ] ㄓ zh  |            | ji [ʨ] ㄐ j  |             |
| 塞擦音 | 送氣   |             |            |            | c [ʦʰ] ㄘ c |            | ch [ʈʂʰ] ㄔ ch |            | ci [ʨʰ] ㄑ q |             |
| 擦音   | 擦音   |             |            | f [f] ㄈ f | s [s] ㄙ s  |            | sh [ʂ] ㄕ sh   | r [ʐ] ㄖ r | si [ɕ] ㄒ x  | h [x] ㄏ h  |
| 邊音   | 邊音   |             |            |            |             | l [l] ㄌ l |                |            |              |             |

### 韻母
|        | 前元音     | 前元音      | 央元音        | 央元音        | 後元音     | 後元音     |
| 不圓唇 | 圓唇       | 舌尖        | 捲舌          | 不圓唇        | 圓唇       |            |
| ------ | ---------- | ----------- | ------------- | ------------- | ---------- | ---------- |
| 閉元音 | i [i] ㄧ i | yu [y] ㄩ ü | ih [ ͡ɯ] ㄭ -i | ih [ ͡ɯ] ㄭ -i |            | u [u] ㄨ u |
| 中元音 | e [ɛ] ㄝ ê |             |               | er [ɑɻ] ㄦ er | e [ɤ] ㄜ e | o [o] ㄛ o |
| 開元音 | a [ä] ㄚ a |             |               |               |            |            |

| 通用拼音 | ai    | ei    | ao      | ou      | an      | en     | ang       | eng      |
| 國際音標 | [aɪ]  | [eɪ]  | [ɑʊ]    | [oʊ]    | [an]    | [ən]   | [ɑŋ]      | [ɤŋ]     |
| 注音符號 | ㄞ    | ㄟ    | ㄠ      | ㄡ      | ㄢ      | ㄣ     | ㄤ        | ㄥ       |
|          |       |       |         |         |         |        |           |          |
| 通用拼音 | ia ya | ie ye | iao yao | iou you | ian yan | in yin | iang yang | ing ying |
| 國際音標 | [iä]  | [iɛ]  | [iɑʊ]   | [ioʊ]   | [iɛn]   | [in]   | [iɑŋ]     | [iŋ]     |
| 注音符號 | ㄧㄚ  | ㄧㄝ  | ㄧㄠ    | ㄧㄡ    | ㄧㄢ    | ㄧㄣ   | ㄧㄤ      | ㄧㄥ     |
|          |       |       |         |         |         |        |           |          |
| 通用拼音 | ua wa | uo wo | uai wai | uei wei | uan wan | un wun | uang wang | ong wong |
| 國際音標 | [uä]  | [uo]  | [uaɪ]   | [ueɪ]   | [uan]   | [un]   | [uɑŋ]     | [uɤŋ]    |
| 注音符號 | ㄨㄚ  | ㄨㄛ  | ㄨㄞ    | ㄨㄟ    | ㄨㄢ    | ㄨㄣ   | ㄨㄤ      | ㄨㄥ     |
|          |       |       |         |         |         |        |           |          |
| 通用拼音 | yue   | yuan  | yun     | yong    |         |        |           |          |
| 國際音標 | [yɛ]  | [yɛn] | [yn]    | [iʊŋ]   |         |        |           |          |
| 注音符號 | ㄩㄝ  | ㄩㄢ  | ㄩㄣ    | ㄩㄥ    |         |        |           |          |

y、w、yu作為結合音—yan、wan、yuan的開頭使用。

## 特徵
通用拼音和漢語拼音的「音位歸併」不同，但在「符號選擇」有部分相似性。

### 拼寫方式差異
- 通用拼音的音位歸併不採ㄐㄑㄒ獨立，因此漢語拼音的j、q、x 為通用拼音的ji、ci、si。

- 通用拼音的空韻音節比照威妥瑪式採ih，以避免漢語拼音的音節si成為空韻的困擾。在漢語拼音中zhi、chi、shi、ri、zi、ci、si后的i ，在通用拼音中使用ih 。所以漢語拼音的zhi、chi、shi、ri、zi、ci、si，在通用拼音中以jhih、chih、shih、rih、zih、cih、sih表記。

- 通用拼音有fong與wun音節，漢語拼音以feng與wen表記，這一點視為通用拼音以台北華語的語音為主體，而非以普通話語音為主體。漢語拼音的en、eng，在通用拼音中，於以下情形拼法有所差異[6]：
  - 連韻eng接於韻母f-、w-（風、翁）之後時，改拼成ong。
  - wen（文）改拼成wun。

- 通用拼音以yu貫串所有ㄩ類音節。yu及以其開頭的結合音，接於聲母ji- 、ci- 、si- 之後，仍使用yu銜接韻母，完全不使用ü（在漢語拼音中音同「淤」），但韻母皆需將i去除。例如jyu（居）、syue（雪）、cyuan（全）

- 聲母ji- 、ci- 、si- 與連韻yong結合時，去除韻母的i，但保留連韻的y。例如漢語拼音的yong（永）和jiong（窘），在通用拼音中即拼為yong（永）和jyong（窘）[6]。

- 通用拼音公布的標準為不漏音的iou 和uei。而非iu（「六」的尾音）和ui（「灰」的尾音）[6]。

- 一般如果單詞的音節可能不明，在通用拼音用短劃而不用撇號分開音節。例「Jian」難以看出是「吉安」或「簡」，在漢語拼音用「Ji'an」表記「吉安」、在通用拼音用「Ji-an」表記「吉安」。

- 通用拼音的聲調符號與注音符號相同：一聲可以不標，也可以標寫為一橫「¯」，輕聲有一點「˚」（例如：、或）[6]；漢語拼音的一聲為一橫、輕聲沒有符號。

- 地名第二個漢字音節以a、o、e為首時，通用拼音前面以短劃連接、漢語拼音以撇號連接，如「大安」的通用拼音是「Da-an」、漢語拼音是「Da'an」。除了地名，通用拼音同個字中的音節也可以用短劃分開。例：漢語拼音的 ，通用拼音可拼為 或。

### 優缺點分析
- 當初設計通用拼音的主要目的之一是貼近台灣人的發音習慣，並於稍後改版時去除漢語拼音中不符合英文讀寫習慣的聲母（x、q）。
- ㄓㄔㄕ三聲母由ㄐㄑㄒ加上h轉寫而來。ㄓ拼寫為jh，在英文中沒有此種拼法，只有接近的John。而汉语拼音使用的zh則在英语中被用于转写俄语字母Ж/ʒ/，如朱可夫（Zhukov）。
- 表示空韻/ɯ/的ih的寫法來自原先的通行標準威妥瑪拼音。漢語拼音則是把空韻當做i的音位變體進行處理，與/i/音共用i來記錄。

## 與政治的關係

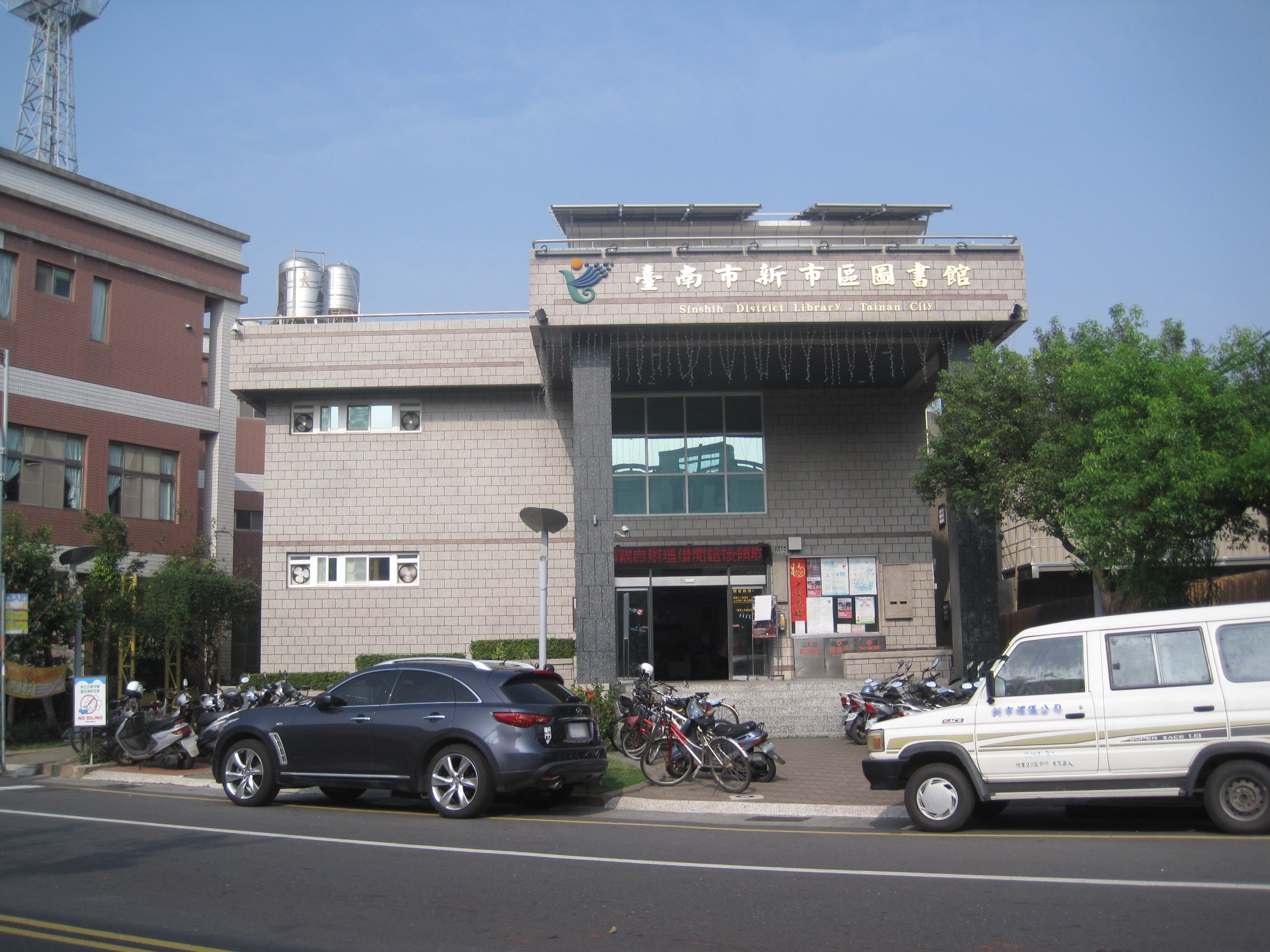
臺南市新市區圖書館，新市的拼寫來自通用拼音Sinshìh，臺南之Tainan則沿用威妥瑪拼音

- 通用拼音的誕生，本是為了在「語言工具論」（漢語拼音是全世界最廣泛使用的中文拼音標準）與「認同論」（在使用拉丁字母表記時，可與中華人民共和國明顯區分）間取得平衡，1997年由國民黨市議員陳學聖舉辦拼音座談會，向民進黨籍陳水扁市長建議採用通用拼音[7]:110。
- 1998年4月，由民主進步黨主政的台北市政府，公布採用通用拼音，強調「語言工具論」與「認同論」兩者均衡才是穩健的國家拼音政策，並陸續啟用許多帶有「漢語拼音特徵」的路名標示，例如「忠孝東路五段 Zhongxiao E. Rd. Sec.5」、「許昌街 Xuchang St.」、「館前路 Guanqian Rd.」及「市府路 Shifu Rd.」[1][8]
- 2000年台灣政黨輪替，國民黨立法委員陳學聖等多人與民進黨立法委員等共同連署支持中央政府公布通用拼音。民進黨任命的教育部長曾志朗反對通用拼音，這時通用拼音已經改版，「去除q、x、zh 」與漢語拼音作出區隔，加上通用拼音發明人余伯泉等五位學者，在《語言工具論的五大錯誤：敬答鄭錦全等四位院士》的公開文章中述明：「……國際慣例所以會在台灣混淆不清，主要是牽涉到一個更基本的問題，也就是根本的『國家認同混淆』問題」，導致「拼音系統」爭議爆發，藍軍追擊，激起藍綠意識型態對立抗爭，「通用拼音」從此被貼上綠色標籤、失去政治中立的可能性[9]。
- 2009年通用拼音失去官方光環後，政治色彩更鮮明，雖然台灣華語拼音聯盟一再號稱所有抗爭活動「不分藍綠」，但不論是2009年2月21日北捷西門站、2009年11月20日國道客運台北轉運站、2010年1月10日中壢火車站、2010年6月24日台北縣政府（現新北市政府）等地的抗議活動，均只見親綠社團及綠營民代出席[10][11][12][13]。
- 部分國民黨和新黨的台北市議員，曾在陳水扁市長任內表示支持通用拼音，認為通用拼音是台灣唯一能夠兼顧尊重多種族語言，以及中文譯音方便性的譯音系統（此時通用拼音可使用q、x、zh拼寫ㄑ、ㄒ、ㄓ，與漢語拼音相容），但是在通用拼音放棄相容漢語拼音、藍綠對立激化後反對通用拼音。

## 爭議與反省

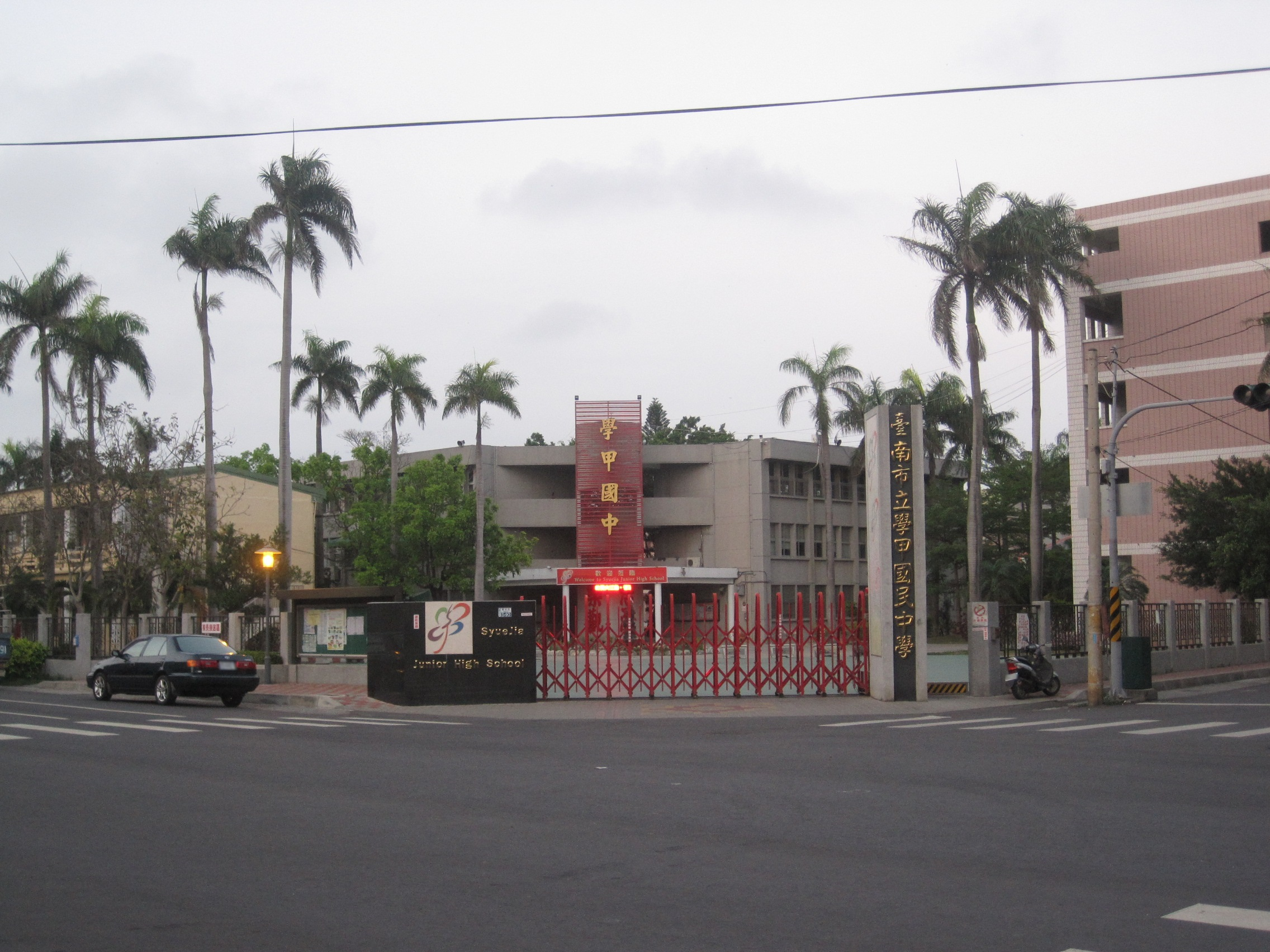
臺南市立學甲國民中學，學甲的拼寫SyueJia來自通用拼音Syuéjiǎ，臺南之Tainan則沿用威妥瑪拼音

- 按照台灣華語拼音聯盟網站所載《「台灣地名台灣拼音」基本資訊與說帖》：「源於1996年行政院教育改革總諮議報告書建議的通用標音系統」，有人會誤會1996年的「教育改革總諮議報告書」主張「通用拼音」。依洪惟仁於1999年4月20日自由時報「自由廣場」投書之《請誠實對待「通用拼音」》文中記載：「李(遠哲)院長在4月6日給我們的回信中做出非常明理的澄清：……（教改會）基本上同意推動用英文拼音符號代替現有的注音符號（第一式），至於採用何種形式的英文拼音，教改會同仁並無定見，理當由語言學家與教育主管當局審慎研究。」、「通用拼音乃余伯泉先生個人之志業，非遠哲或中研院所委託之工作。」。不過教改總諮議報告書確實建議發展通用標音系統，當時任職於中央研究院的余伯泉也是源於這個建議，發展出通用拼音，李遠哲院長也主持了通用拼音的第一次推動會議，但是基於中央研究院另一批專家有不同的拼音主張，李遠哲態度變為更審慎。2002年教改會同仁黃榮村任教育部長時，承行政院的核示，公布通用拼音政策。
- 2009年11月20日台北市國道客運轉運站抗議活動中，台北市議員莊瑞雄宣稱「學甲使用S（Syuejia）已幾百年」[14]。然而此說法顯非事實，學甲於日治時期以台語發音拼作ハクカー（Hakkā），或以日語漢字音拼作Gakkō，戰後至2002年前則以威妥瑪拼音拼作Hsuechia[15]。
- 臺灣各地地名的拼音方式，受到政治因素的影響，一直處在多版本並存的狀態，造成許多外國觀光客、外籍居民與當地人溝通上的困難[16][17][18]。
- 台灣華語拼音聯盟以羅馬拼音「名從主人」慣例，強調台灣使用通用拼音的正當性。有人批評2003年余伯泉協助陳水扁政府頒布地名譯寫原則，違反「名從主人」慣例、變更全國鄉鎮市區沿用數十年的威妥瑪拼音英譯名稱，改採通用拼音英譯，尤其是淡水、鹿港兩地具歷史意義的英譯名稱──台語白話字的Tamsui及威妥瑪拼音的Lukang，目前已由內政部於2011年6月16日核定回復。不過2002年通用拼音公布時，縣市以上大地名均維持舊拼音，嘉義與宜蘭拼音的改變也獲得地方政府的同意；通用拼音使用原則的地名譯寫原則，清楚標示可考慮傳統與歷史因素。1998年余伯泉主導的台北市路名拼音，已將總統府前的凱達格蘭大道拼寫為Ketagalan。
- 面對台灣多元的族群文化，通用拼音包含了「華語通用拼音」、「臺語通用拼音」、「客語通用拼音」三種拼音方案，以英文自然拼音為基礎，試圖整合、溝通台灣各種語言的拼音平台，提高學生的學習成效，減輕台灣學生因多語言、多拼音的學習困擾，通用拼音在台灣語文的發展史仍是值得注目的。
- 台灣教育部「97年國民中小學九年一貫課程閩南語綱要(100學年度實施)」特別標示：「標音符號原則於三年級教授，惟學校得視實際需要及學生程度提前於二年級實施。『配合多元語言環境，注意符號系統間的共通性。』」[19]通用拼音為「配合多元語言環境，標音符號系統間的共通性」提供一個可能的方案。

## 圖片

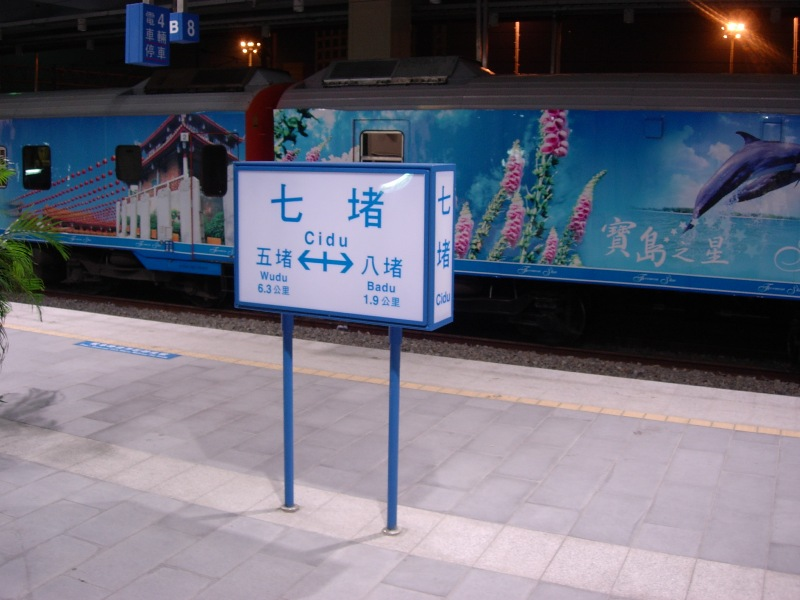
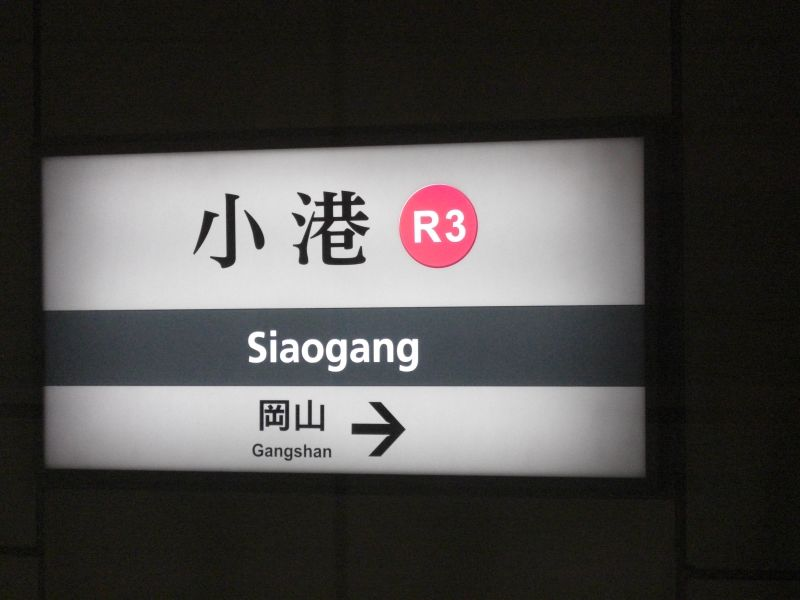
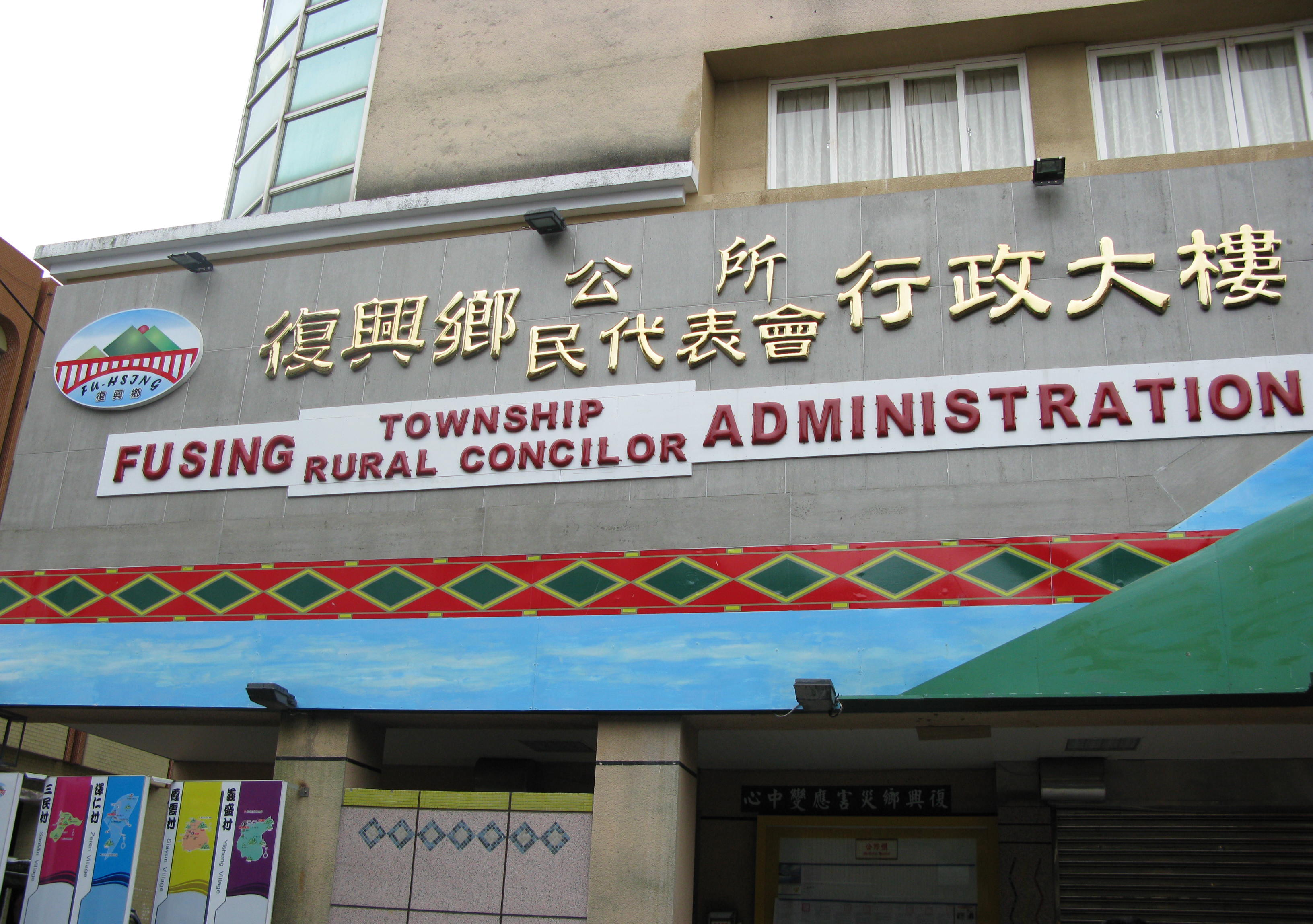

## 外部連結
- 台灣地名用台灣拼音| 母語教學  （页面存档备份，存于）
- 台灣通用拼音資源  （页面存档备份，存于）
- 台灣地名用台灣拼音 | 大家一起學母語  （页面存档备份，存于）
- 積丹尼-推漢語拼音， 摧通用拼音 （页面存档备份，存于）
- 通用拼音與漢語拼音的相似性：在「音節」與「詞」層次上比較 （页面存档备份，存于）
- Pinyin4j（支援中文字符转换到通用拼音的Java库；开放源代码） （页面存档备份，存于）
- 鯤島本土文化（臺語通用拼音字典PDF檔） （页面存档备份，存于）
- 注音轉換工具 （页面存档备份，存于） - 各種注音方式之間的轉換